# Комарово (Північна Осетія)
Комарово (рос. Комарово, ос. Хъарасу) — село Моздоцького району республіки Північна Осетія.

## Історія
Засноване в 1776 році як хутір Катерининський осетинами-переселенцями.